# The Undertones (album)
Az 1979-es The Undertones a The Undertones debütáló nagylemeze. Csak egy kislemez jelent meg az album mellé, a Jimmy Jimmy. 1979 októberében megjelent egy új kiadása alternatív borítóval. Ez a kiadás tartalmazta az együttes két korábbi kislemezét (Teenage Kicks és Get Over You), valamint a Jimmy Jimmy és a Here Comes The Summer kislemezeket (utóbbi 1979 júliusában jelent meg). Az album záródala a Casbah Rock lett.
Az album szerepel az 1001 lemez, amit hallanod kell, mielőtt meghalsz című könyvben.

## Az album dalai
| 1. | Family Entertainment  | Damian O'Neill                             | 2:37 |
| 2. | Girls Don't Like It   | J. J. O'Neill                              | 2:19 |
| 3. | Male Model            | J. J. O'Neill, Michael Bradley, D. O'Neill | 1:54 |
| 4. | I Gotta Getta         | J. J. O'Neill                              | 1:53 |
| 5. | Teenage Kicks         | J. J. O'Neill                              | 2:25 |
| 6. | Wrong Way             | Billy Doherty                              | 1:23 |
| 7. | Jump Boys             | J. J. O'Neill                              | 2:40 |
| 8. | Here Comes The Summer | J. J. O'Neill                              | 1:42 |

| 1. | Get Over You      | J. J. O'Neill                      | 2:44 |
| 2. | Billy's Third     | Doherty                            | 1:57 |
| 3. | Jimmy Jimmy       | J. J. O'Neill                      | 2:41 |
| 4. | True Confessions  | J. J. O'Neill, Bradley, D. O'Neill | 1:52 |
| 5. | She's A Runaround | J. J. O'Neill                      | 1:49 |
| 6. | I Know a Girl     | J. J. O'Neill, Bradley, D. O'Neill | 2:35 |
| 7. | Listening In      | J. J. O'Neill, Bradley, D. O'Neill | 2:24 |
| 8. | Casbah Rock       | J. J. O'Neill                      | 0:47 |

## Közreműködők
- Feargal Sharkey – ének
- John O'Neill – gitár, ének
- Damian O'Neill – gitár, billentyűk, ének
- Michael Bradley – basszusgitár, ének
- Billy Doherty – dob

## Fordítás
Ez a szócikk részben vagy egészben a The Undertones (album) című angol Wikipédia-szócikk ezen változatának fordításán alapul.  Az eredeti cikk szerkesztőit annak laptörténete sorolja fel. Ez a jelzés csupán a megfogalmazás eredetét és a szerzői jogokat jelzi, nem szolgál a cikkben szereplő információk forrásmegjelöléseként.